# Asashōryū Akinori

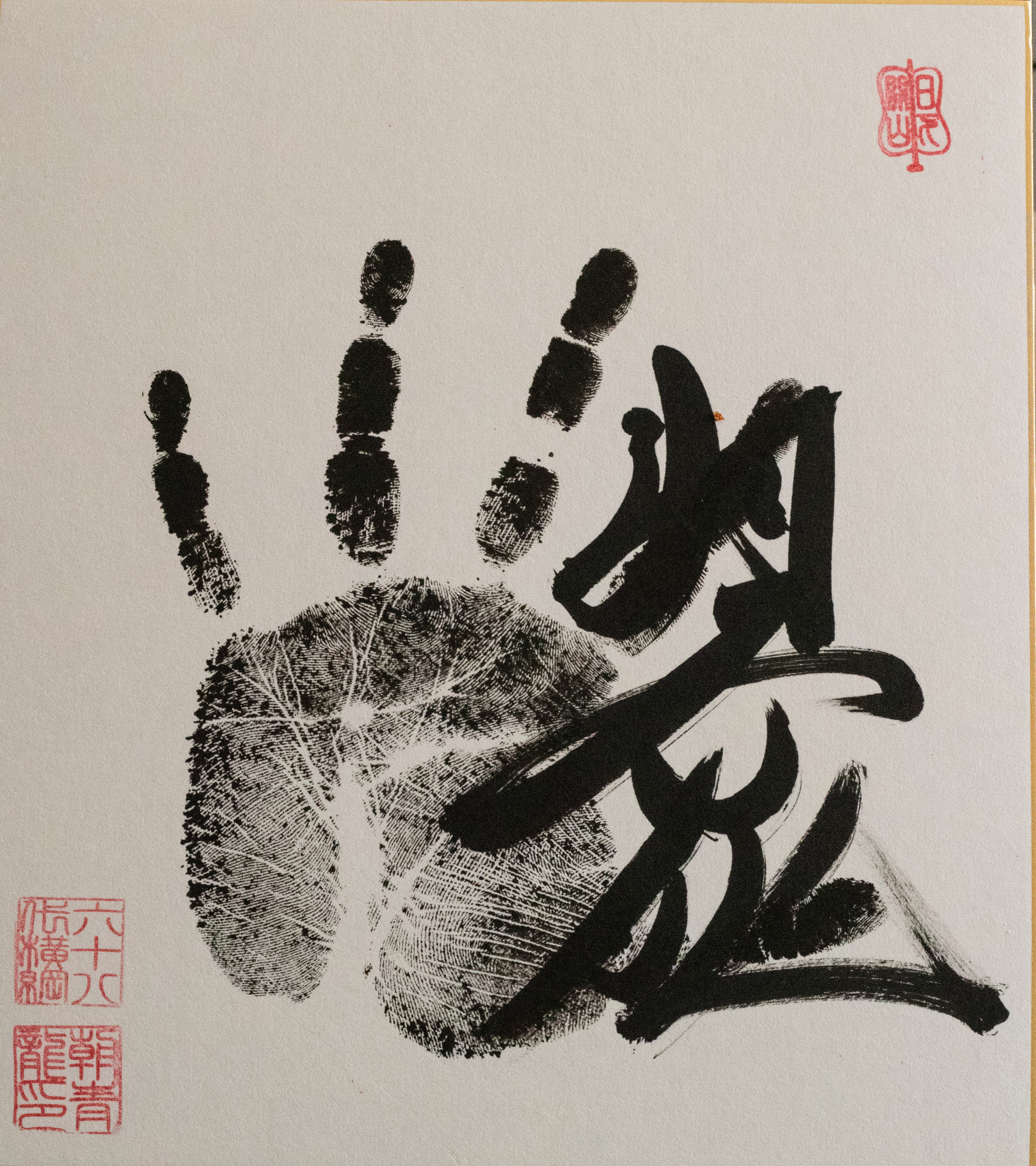
Tegata originale de Asashoryu

Asashōryū Akinori (朝青龍明徳, litt. « dragon bleu du matin »), né le 27 septembre 1980 à Oulan-Bator en Mongolie, est le nom de combat (shikona) porté par le lutteur sumo Dolgorsuren Dagvadorj. Il a régné sans partage sur le monde du sumo entre 2003 et 2007, année où son compatriote Hakuho accède au titre suprême. Il pesait lors de sa carrière 146 kg pour 1,84 m.

## Biographie
Asashōryū débute dans le sumo en janvier 1999. Il gravit les échelons très vite, passant en jūryō en septembre 2000, puis en maegashira (makuuchi) en janvier 2001,  en komusubi en mai, en sekiwake en janvier 2002 et en ōzeki en septembre. En 2002, il se marie avec Tamir, avec laquelle il aura deux enfants : une fille, Ichinkhorloo, et son petit frère surnommé Dorj[réf. nécessaire].
Il devient le 68e yokozuna de l'histoire du sumo en mars 2003. Lors du tournoi de mai 2003, Asashōryū est averti pour comportement inadéquat envers Kyokushūzan (en). Au tournoi suivant, il crée la polémique en étant disqualifié pour avoir tiré par les cheveux le même lutteur lors d'une attaque ; il cassera par la suite l'un des rétroviseurs de la voiture de son adversaire.
Entre janvier 2004 et mai 2007, il est le seul lutteur en activité à porter le titre de yokozuna.
En janvier 2007, le magazine à sensation Shūkan Gendai accuse entre autres Asashōryū d'avoir payé 800 000 yens (5 500 euros) des adversaires pour perdre contre lui. Il porte plainte en diffamation, avec une trentaine d'autres lutteurs et la JSA. Le 26 mars 2009, le tribunal de Tokyo condamne l'éditeur Kōdansha, le magazine et l'auteur de l'article à payer 40 millions de yens (300 000 euros) de dommages et intérêts au total aux plaignants. Ce même magazine a publié une interview mensongère du lutteur russe Toshinori Wakanohō (若ノ鵬 寿則, Wakanohō Toshinori), exclu à vie pour avoir fumé du cannabis, affirmant avoir été approché par l’ōzeki Kotoōshū, ceci en contrepartie d'une somme de 2,5 millions de yens pour l'interview.
En août 2007, Asashōryū Akinori est sanctionné par l’association japonaise de sumo (JSA) avec une interdiction de participer au tournoi d'automne de Tokyo en septembre et à celui de Kyūshū en novembre et une baisse de 30 % de son salaire pendant quatre mois, pour avoir simulé une blessure aux ligaments l'empêchant de prendre part à une tournée caritative au Japon alors que dans le même temps il disputait un match de football de gala en Mongolie. Il s'agit de la plus sévère sanction prise par la JSA à l'encontre d'un yokozuna depuis la mise en place des grands tournois professionnels il y a quatre-vingt ans. Il est alors assigné à domicile, et « au bord de la dépression » selon son psychiatre : il est finalement autorisé à passer ces quatre mois en Mongolie, où ses fans manifestent leur mécontentement,. À la même période, il est reconnu coupable de fraude fiscale pour des revenus à hauteur de 110 millions de yen (700 000 euros) provenant de la vente de ses photos de mariage et de revenus publicitaires. On annonce alors la fin de sa carrière, et les médias japonais se font critiques envers la fédération, accusée de sévérité extrême et dénonçant alors une « crise du sumo ». Il revient finalement au Japon le 30 novembre 2007 pour reprendre l'entrainement. Il termine néanmoins deuxième du hatsu basho de janvier 2008 derrière Hakuho, et remporte le haru basho de mars.
Le 1er juillet 2008 lors d'une réunion de la JSA, Asashōryū aurait demandé avec le soutien d'autre rikishi une augmentation du salaire des lutteurs, fixe depuis sept ans, chose rare selon le Nikkan Sports. D'après le magazine, il percevait alors 60 millions de yens (360 000 euros) par an de l'association, dont près de la moitié en prix en nature, gratuités et autres allocations selon ses résultats.
Le 25 janvier 2009, Asashōryū remporte son 23e tournoi à Tokyo (grand tournoi d'hiver). Il bat lors du match d'appui (kettei-sen) de la dernière journée son compatriote Hakuho. Il dépasse de ce fait le grand Takanohana en nombre de yusho remportés, et se rapproche un peu plus du record de Taiho (trente-deux yusho). La même année, il divorce de sa femme[réf. nécessaire].
Le 4 février 2010, Asashōryū annonce qu'il met un terme à sa carrière (intai), préférant anticiper une éventuelle sanction à la suite d'une bagarre dans une discothèque lors de laquelle, ivre, il aurait cassé le nez d'un client. Il déclare à cette occasion : « Je ressens une lourde responsabilité en tant que yokozuna, pour avoir causé des problèmes à tant de monde ».
Le 19 janvier 2025, son neveu le lutteur Hoshoryu (né en 1999), a été nommé officiellement yokozuna dans la lignée de son oncle après sa victoire au tournoi de janvier avec 12 victoires et 3 défaites et 2 victoires complémentaires durant le play-off (pour la première place) contre les rikishis Kinbōzan et Ōhō.

## Palmarès et records
Asashōryū a remporté 28 victoires de tournoi (yūshō), dont 25 en makuuchi (23 en tant que yokozuna et 2 en tant qu’ōzeki), 1 en makushita, 1 en sandanme et 1 en jonidan.
Il détient le record de victoires en une année civile (84 sur 90 combats en 2005). Il est le seul rikishi à avoir gagné tous les basho d'une même année (en 2005) et à avoir gagné sept honbasho d'affilée (novembre 2004 à novembre 2005).

## Résultats par basho
| Année | Janvier Hatsu basho, Tokyo            | Mars Haru basho, Osaka        | Mai Natsu basho, Tokyo               | Juillet Nagoya basho, Nagoya          | Septembre Aki basho, Tokyo       | Novembre Kyūshū basho, Fukuoka |
| --- | ------------------------------------- | ----------------------------- | ------------------------------------ | ------------------------------------- | -------------------------------- | ------------------------------ |
| 1999 | (Maezumo)                             | Jonokuchi de l’Est #34 6–1    | Jonidan de l’Ouest #85 7–0– Champion | Sandanme de l’Ouest #75 7–0– Champion | Makushita de l’Est #53 6–1–P     | Makushita de l’Est #27 6–1     |
| 2000 | Makushita de l’Ouest #12 3–4          | Makushita de l’Ouest #19 5–2  | Makushita de l’Ouest #9 6–1          | Makushita de l’Ouest #2 7–0– Champion | Jūryō de l’Est #7 9–6            | Jūryō de l’Ouest #3 11–4       |
| 2001 | Maegashira de l’Ouest #12 9–6         | Maegashira de l’Est #6 9–6    | Komusubi de l’Ouest #1 8–7 P         | Komusubi de l’Est #1 7–8              | Maegashira de l’Ouest #1 10–5 C★ | Komusubi de l’Est #1 10–5 C    |
| 2002 | Sekiwake de l’Ouest #1 8–7            | Sekiwake de l’Ouest #1 11–4 P | Sekiwake de l’Est #1 11–4 C          | Sekiwake de l’Est #1 12–3             | Ōzeki de l’Est #3 10–5           | Ōzeki de l’Est #2 14–1         |
| 2003 | Ōzeki de l’Est #1 14–1                | Yokozuna de l’Ouest #1 10–5   | Yokozuna de l’Est #1 13–2            | Yokozuna de l’Est #1 5–5–5            | Yokozuna de l’Est #1 13–2        | Yokozuna de l’Est #1 12–3      |
| 2004 | Yokozuna de l’Est #1 15–0             | Yokozuna de l’Est #1 15–0     | Yokozuna de l’Est #1 13–2            | Yokozuna de l’Est #1 13–2             | Yokozuna de l’Est #1 9–6         | Yokozuna de l’Est #1 13–2      |
| 2005 | Yokozuna de l’Est #1 15–0             | Yokozuna de l’Est #1 14–1     | Yokozuna de l’Est #1 15–0            | Yokozuna de l’Est #1 13–2             | Yokozuna de l’Est #1 13–2        | Yokozuna de l’Est #1 14–1      |
| 2006 | Yokozuna de l’Est #1 11–4             | Yokozuna de l’Est #1 13–2     | Yokozuna de l’Est #1 1–2–12          | Yokozuna de l’Est #1 14–1             | Yokozuna de l’Est #1 13–2        | Yokozuna de l’Est #1 15–0      |
| 2007 | Yokozuna de l’Est #1 14–1             | Yokozuna de l’Est #1 13–2–P   | Yokozuna de l’Est #1 10–5            | Yokozuna de l’Est #1 14–1             | Yokozuna de l’Est #1 0–0–15      | Yokozuna de l’Est #1 0–0–15    |
| 2008 | Yokozuna de l’Est #1 13–2             | Yokozuna de l’Est #1 13–2     | Yokozuna de l’Est #1 11–4            | Yokozuna de l’Est #1 3–3–9            | Yokozuna de l’Est #1 5–5–5       | Yokozuna de l’Est #1 0–0–15    |
| 2009 | Yokozuna de l’Est #1 14–1             | Yokozuna de l’Est #1 11–4     | Yokozuna de l’Est #1 12–3            | Yokozuna de l’Est #1 10–5             | Yokozuna de l’Est #1 14–1        | Yokozuna de l’Est #1 11–4      |
| 2010 | Yokozuna de l’Ouest #1 13–2– retraite | x                             | x                                    | x                                     | x                                | x                              |
| Résultats sous la forme victoires – défaites – absences Champion du tournoi Vice-champion du tournoi Retraite Divisions inférieures Non-participation Sanshō : C = Combativité ; P = Performance exceptionnelle ; T = Technique Aussi représentés : ★ = Kinboshi ; P = Playoff(s) Divisions : Makuuchi — Jūryō — Makushita — Sandanme — Jonidan — Jonokuchi Rangs Makuuchi : Yokozuna — Ōzeki — Sekiwake — Komusubi — Maegashira |                                       |                               |                                      |                                       |                                  |                                |